# Liste des résolutions du Conseil de sécurité des Nations unies adoptées en 1955
Les résolutions du Conseil de sécurité des Nations unies sont les décisions qui sont votées par le Conseil de sécurité des Nations unies.
Une telle résolution est acceptée si au moins neuf des quinze membres (depuis le 17 décembre 1963, 11 membres avant cette date) votent en sa faveur et si aucun des membres permanents qui sont la Chine, les États-Unis, la France, le Royaume-Uni et l'Union soviétique (la Russie depuis 1991) n'émet de vote contre (qui est désigné couramment comme un veto).

## Résolutions 106 à 110
- Résolution 106 : la question de la Palestine (adoptée le 29 mars 1955).
- Résolution 107 : la question de la Palestine (adoptée le 30 mars 1955).
- Résolution 108 : la question de la Palestine (adoptée le 8 septembre 1955).
- Résolution 109 : admission de nouveaux membres : Albanie, Jordanie, Irlande, Portugal, Hongrie, Italie, Autriche, Roumanie, Bulgarie,  Finlande, Ceylan, Népal, Libye, Cambodge, Laos et Espagne (adoptée le 14 décembre 1955).
- Résolution 110 : question d'une révision de la charte des Nations unies (adoptée le 16 décembre 1955).